# Poliartrite sieropositiva per il fattore reumatoide
Per  poliartrite sieropositiva per il fattore reumatoide  in campo medico, si intende una forma di poliartrite l'altra è la poliartrite sieronegativa per il fattore reumatoide.
Costituisce una delle forma di artrite idiopatica giovanile meno diffusa (il 2-7% dei casi). Diffusa maggiormente nel sesso femminile la sua incidenza maggiore è nell'infanzia
Fra i sintomi e i segni clinici ritroviamo la poliartrite che coinvolge mani e piedi, comparsa di noduli reumatoidi. Sovente si riscontra l'evoluzione in anchilosi.